# Lethedon calleana
Lethedon calleana är en tibastväxtart som först beskrevs av André Guillaumin, och fick sitt nu gällande namn av André Joseph Guillaume Henri Kostermans. Lethedon calleana ingår i släktet Lethedon och familjen tibastväxter. Inga underarter finns listade i Catalogue of Life.